# Molina di Ledro
Molina di Ledro (Molina de Léder in dialetto locale) è un municipio di 1 541 abitanti del comune di Ledro in provincia di Trento, all'estremità orientale della Val di Ledro.
Fino al 31 dicembre 2009 ha costituito un comune autonomo.

## Storia
Era un comune che assieme agli ex comuni di Tiarno di Sopra, Tiarno di Sotto, Concei, Pieve di Ledro e Bezzecca facevano parte dell'Unione dei Comuni della Valle di Ledro e sono confluiti dal primo gennaio 2010  nel nuovo comune di Ledro.
Dal 2011 Molina di Ledro è entrata nell'elenco dei Patrimoni dell'umanità dell'UNESCO all'interno del sito sovranazionale denominato Antichi insediamenti sulle Alpi costituito da 111 siti archeologici palafitticoli localizzati sulle Alpi e nelle loro immediate vicinanze. È infatti sede del Museo delle palafitte del lago di Ledro.
Originario di Molina di Ledro è Andrea Maffei, celebre poeta e "principe" dei traduttori dell'Ottocento, marito di Clara Maffei.

### Simboli

Vecchio stemma comunale

Lo stemma e il gonfalone del comune erano stati approvati con D.G.P. del 8 maggio 1986 n. 3511.
Stemma
Gonfalone

## Monumenti e luoghi d'interesse
- Chiesa di San Vigilio, parrocchiale.
- Chiesa di San Francesco da Paola, sussidiaria.

## Società

### Evoluzione demografica
Abitanti censiti

## Geografia antropica

### Variazioni
La circoscrizione territoriale ha subito le seguenti modifiche: nel 1928 aggregazione di territori dei soppressi comuni di Biacesa, Legos, Mezzolago, Barcesino e Pré; nel 1955 distacco di territori degli ex comuni di Mezzolago e Pregasina (soppresso ed aggregato a Biacesa nel 1925) aggregati rispettivamente ai comuni di Pieve di Ledro e Riva, ora Riva del Garda (Censimento 1951: pop. res. 261).